# Aeroportul Ferkessédougou
Aeroportul Ferkessédougou (IATA: FEK, ICAO: DIFK) este un aeroport din Coasta de Fildeș ce deservește zona Ferkessédougou. A fost numit după zona deservită.
Situat la o altitudine de 318 m, aeroportul dispune de o singură pistă.